# Poolse hockeyploeg (mannen)
De Poolse hockeyploeg voor mannen is de nationale ploeg die Polen vertegenwoordigt tijdens interlands in het hockey.

## Erelijst Poolse hockeyploeg
| Jaar | Champions Trophy | Europees kampioenschap     | Olympische Spelen   | Wereldkampioenschap      | Hockey World League Hockey Pro League |
| ---- | ---------------- | -------------------------- | ------------------- | ------------------------ | ------------------------------------- |
| 1928 |                  |                            | geen deelname       |                          |                                       |
| 1932 |                  |                            | geen deelname       |                          |                                       |
| 1936 |                  |                            | geen deelname       |                          |                                       |
| 1948 |                  |                            | geen deelname       |                          |                                       |
| 1952 |                  |                            | 6e OS 1952 Helsinki |                          |                                       |
| 1956 |                  |                            | geen deelname       |                          |                                       |
| 1960 |                  |                            | 12e OS 1960 Rome    |                          |                                       |
| 1964 |                  |                            | geen deelname       |                          |                                       |
| 1968 |                  |                            | geen deelname       |                          |                                       |
| 1970 |                  | 7e EK 1970 Brussel         |                     |                          |                                       |
| 1971 |                  |                            |                     | geen deelname            |                                       |
| 1972 |                  |                            | 11e OS 1972 München |                          |                                       |
| 1973 |                  |                            |                     | geen deelname            |                                       |
| 1974 |                  | 5e EK 1974 Madrid          |                     |                          |                                       |
| 1975 |                  |                            |                     | 10e WK 1975 Kuala Lumpur |                                       |
| 1976 |                  |                            | geen deelname       |                          |                                       |
| 1978 | geen deelname    | 5e EK 1978 Hannover        |                     | 9e WK 1978 Buenos Aires  |                                       |
| 1980 | geen deelname    |                            | 4e OS 1980 Moskou   |                          |                                       |
| 1981 | geen deelname    |                            |                     |                          |                                       |
| 1982 | geen deelname    |                            |                     | 8e WK 1982 Bombay        |                                       |
| 1983 | geen deelname    | 9e EK 1983 Amstelveen      |                     |                          |                                       |
| 1984 | geen deelname    |                            | geen deelname       |                          |                                       |
| 1985 | geen deelname    |                            |                     |                          |                                       |
| 1986 | geen deelname    |                            |                     | 8e WK 1986 Londen        |                                       |
| 1987 | geen deelname    | 5e EK 1987 Moskou          |                     |                          |                                       |
| 1988 | geen deelname    |                            | geen deelname       |                          |                                       |
| 1989 | geen deelname    |                            |                     |                          |                                       |
| 1990 | geen deelname    |                            |                     | geen deelname            |                                       |
| 1991 | geen deelname    | 8e EK 1991 Parijs          |                     |                          |                                       |
| 1992 | geen deelname    |                            | geen deelname       |                          |                                       |
| 1993 | geen deelname    |                            |                     |                          |                                       |
| 1994 | geen deelname    |                            |                     | geen deelname            |                                       |
| 1995 | geen deelname    | 6e EK 1995 Dublin          |                     |                          |                                       |
| 1996 | geen deelname    |                            | geen deelname       |                          |                                       |
| 1997 | geen deelname    |                            |                     |                          |                                       |
| 1998 | geen deelname    |                            |                     | 12e WK 1998 Utrecht      |                                       |
| 1999 | geen deelname    | 9e EK 1999 Padua           |                     |                          |                                       |
| 2000 | geen deelname    |                            | 12e OS 2000 Sydney  |                          |                                       |
| 2001 | geen deelname    |                            |                     |                          |                                       |
| 2002 | geen deelname    |                            |                     | 15e WK 2002 Kuala Lumpur |                                       |
| 2003 | geen deelname    | 7e EK 2003 Barcelona       |                     |                          |                                       |
| 2004 | geen deelname    |                            | geen deelname       |                          |                                       |
| 2005 | geen deelname    | 7e EK 2005 Leipzig         |                     |                          |                                       |
| 2006 | geen deelname    |                            |                     | geen deelname            |                                       |
| 2007 | geen deelname    | geen deelname              |                     |                          |                                       |
| 2008 | geen deelname    |                            | geen deelname       |                          |                                       |
| 2009 | geen deelname    | 8e EK 2009 Amstelveen      |                     |                          |                                       |
| 2010 | geen deelname    |                            |                     | geen deelname            |                                       |
| 2011 | geen deelname    | geen deelname              |                     |                          |                                       |
| 2012 | geen deelname    |                            | geen deelname       |                          |                                       |
| 2013 |                  | 7e EK 2013 Boom            |                     |                          | 27e HWL 2012-13                       |
| 2014 | geen deelname    |                            |                     | geen deelname            |                                       |
| 2015 |                  | geen deelname              |                     |                          | 17e HWL 2014-15                       |
| 2016 | geen deelname    |                            | geen deelname       |                          |                                       |
| 2017 |                  | 8e EK 2017 Amstelveen      |                     |                          | 29e HWL 2016-17                       |
| 2018 | geen deelname    |                            |                     | geen deelname            |                                       |
| 2019 |                  | geen deelname              |                     |                          | geen deelname                         |
| 2021 |                  | geen deelname              | geen deelname       |                          | geen deelname                         |
| 2022 |                  |                            |                     |                          | geen deelname                         |
| 2023 |                  | geen deelname              |                     | geen deelname            | geen deelname                         |
| 2024 |                  |                            | geen deelname       |                          | geen deelname                         |
| 2025 |                  | 7e EK 2025 Mönchengladbach |                     |                          | geen deelname                         |